# 浄光院 (足利義氏正室)
浄光院（じょうこういん、? - 天正9年6月15日（1581年7月15日））は、戦国時代の女性で第5代古河公方足利義氏の妻。実名は不詳。法号は浄光院殿円桂宗明大禅定尼。

## 人物
父は相模国の戦国大名北条氏康。母は長塚孝や黒田基樹の研究から、菩提寺の宗派の検討から庶出であったこと、古河公方家の正妻は嫡出子の体裁をとるのが適切であるため、婚姻にあたっては瑞渓院と養子縁組をした（可能性が高い）と推測している。
生年は長女足利氏姫（徳源院殿）が天正2年（1574年）生まれ、長男梅千代王丸が天正4年（1576年）生まれ、次女が天正7年（1577年）生まれと見られているため、天文19年（1550年）から永禄3年（1560年）頃の間と推測されている。婚姻時期は義氏の母の芳春院殿が、死去する永禄4年（1561年）まで「御台」と称されていて、その死去後、元亀2年（1571年）に浄光院殿が「御台」と称されているので、義氏の動向も勘案すると永禄12年から元亀3年頃と推測されている。
父の死去に伴い、瑞渓院とともに自らの逆修供養（生前供養）を行っている。
天正9年（1581年）6月15日死去。氏姫以外は早世したという。